# Sabang
Localizada no extremo norte da província de Achém, Sabang é a cidade mais setentrional da Indonésia.  É formada por um conjunto de ilhas, das quais Weh é a mais importante.  Possui uma área de 118 km² e uma população de 35.220 habitantes (2009).
Sabang está cercada pelo estreito de Malaca ao norte e leste e pelo oceano Índico ao sul e oeste.  Seu território administrativo faz fronteira com a Malásia, a Tailândia e a Índia.  Atualmente, abriga uma zona franca.
No período anterior à Segunda Guerra Mundial, o porto de Sabang rivalizava com o de Singapura.  A cidade foi ocupada pelo Japão em 1942 e bombardeada, posteriormente, pelas Forças Aliadas.
A região costeira de Sabang foi devastada pelo sismo e tsunami de dezembro de 2004.

## Ligações externas

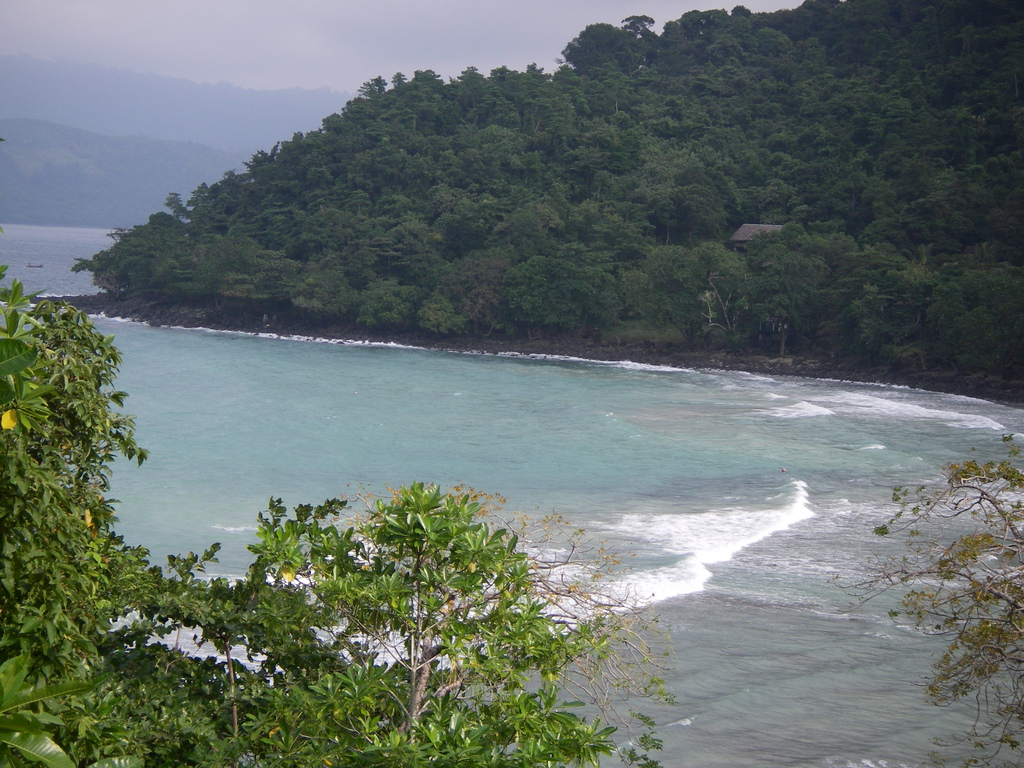